# Navarco
Navarco (em grego clássico: ναύαρχος; romaniz.: nauarcos, de ναῦς [naus; "embarcação"] e ἀρχή [arkhê; "comandante") era o título militar dado aos capitães de navios ou frotas de guerra na Grécia Antiga. Em alguns países, o termo foi ou é usada para designar um posto equivalente ao de almirante ou comandante supremo da marinha nacional.

## Grécia Antiga
Nem todos os estados marítimos gregos usaram o termo para designar os comandantes navais. Por exemplo, o a marinha ateniense era comandada por um general (estrategos), o qual tinha o mesmo título que o comandante das forças militares terrestres. Esta estrutura de comando refletia o facto, verificado especialmente durante o início do período clássico, das armadas operarem em conjunção muito próxima com as forças terrestres, e o título de navarco só começou a ser usado durante a Guerra do Peloponeso (século V a.C.), quando as frotas começaram a operar de forma mais independente.
O título começou por ser usado de forma separada em cidades que que não tinham uma tradição naval arreigada, nomeadamente em Esparta, o caso mais notório dessa situação. Mais tarde foi usado de forma mais generalizada, tendo sido adotado pelas marinhas de estados do período helenístico (séculos IV a II a.C.) como a Macedónia, Siracusa, Rodes, Liga Aqueia e os impérios ptolemaico e selêucida. Por exemplo, Alexandre, o Grande foi o navarco da armada macedónia que cercou Tiro em 332 a.C..
Em Esparta e muitas outras cidades-estado, o posto era mantido apenas por um ano, mas noutros estados despóticos ou monárquicos podiam manter-se no posto durante vários anos.
Sem relação com funções militares, o navarco era responsável por uma liturgia específica em Erétria e noutras cidades, no âmbito das festas da navegação em honra de Ísis e outras divindades egípcias.

### Esparta
Em Esparta, o cargo de navarco foi instuído para aliviar o problema do comando: segundo a Grande Retra (a constituição de Esparta), eram os reis que comandavam as tropas, mas não se mostravam adequados à tarefa. As expedições podiam ser comandadas por chefes que não eram reis, mas tratava-se geralmente de pequenas campanhas, mobilizando poucos homens.
A partir de 430 a.C., durante a Guerra do Peloponeso, a cidade começa a nomear sistematicamente navarcos. Provavelmente eram escolhidos pela Assembleia, sob proposta dos éforos, e não pelos próprios reis. O posto era atribuído anualmente e não era renovável. Essa situação levou os Espartanos a recorrer a uma elaborado expediente legal quando quiseram manter Lisandro, o mais célebre dos navarcos espartanos, no posto por mais de um ano: em 405 a.C., ele é nomeado segundo comandante da frota, sendo Arakos o navarco titular. Nessa altura foram criados os postos subordinados ao navarco: o de secretário (em grego: ἐπιστολεύς; epistoleus), que atuava como segundo comandante, e o de epibates (ἐπιϐάτης), o terceiro comandante. Sob controlo direto dos éforos e não do rei, o navarco podia ser destituído em qualquer altura, ao contrário dos reis. Esta situação criou frequentemente tensões entre o rei o navarco, como por exemplo entre Antálcidas e Agesilau II. Na sua obra Política, Aristóteles nota que a "navarquia" constituía «quase uma outra realeza» (II, 9, 1271a 37-41).
Ao contrário da maior parte dos postos superiores, o posto de navarco podia ser atribuído a quem não pertencesse à classe dos Esparciatas. Lisandro beneficiou desta regra, pois era duma classe social inferior.

## Roma e Bizâncio
Em Roma, o título de nauarchus, um termo que é a transliteração direta do termo grego para latim, foi também usado para designar os comandantes de esquadra da marinha romana. Os Bizantinos, falantes de grego, por vezes usavam o termo para se referirem a capitães de navios ou esquadras, enquanto que os almirantes usavam o título de estratego ou drungário.

## Grécia moderna

Bandeira do navarco da Marinha da Grécia moderna

Na atual marinha de guerra grega, o posto de návarcos é o mais alto da hierarquia e é atribuído apenas ao chefe do estado-maior da defesa nacional quando este é um oficial naval. Todos os postos superiores da marinha grega são derivados de návarcos: antinávarcos (Αντιναύαρχος; equivalente a vice-almirante), yponávarcos (Υποναύαρχος;  equivalente a contra-almirante) e arquiploíarcos (equivalente a "comodoro). Estes mesmo postos são usados pela  guarda costeira grega.